# Niederurnen
Niederurnen é uma comuna da Suíça, no Cantão Glaris, com cerca de 3.700 habitantes. Estende-se por uma área de 14,10 km², de densidade populacional de 262 hab/km². Confina com as seguintes comunas: Bilten, Mollis, Oberurnen, Schänis (SG), Schübelbach (SZ), Weesen (SG).
A língua oficial nesta comuna é o Alemão.